# 羊场镇 (镇远县)
羊场镇，是中华人民共和国贵州省黔东南苗族侗族自治州镇远县下辖的一个乡镇级行政单位。

## 行政区划
羊场镇下辖以下地区：
羊场社区、羊场村、凯言村、小坝村、金盆村、龙洞村、天池村、塘旗屯村、半屯村和岩脚村。